# Hokejový stadion

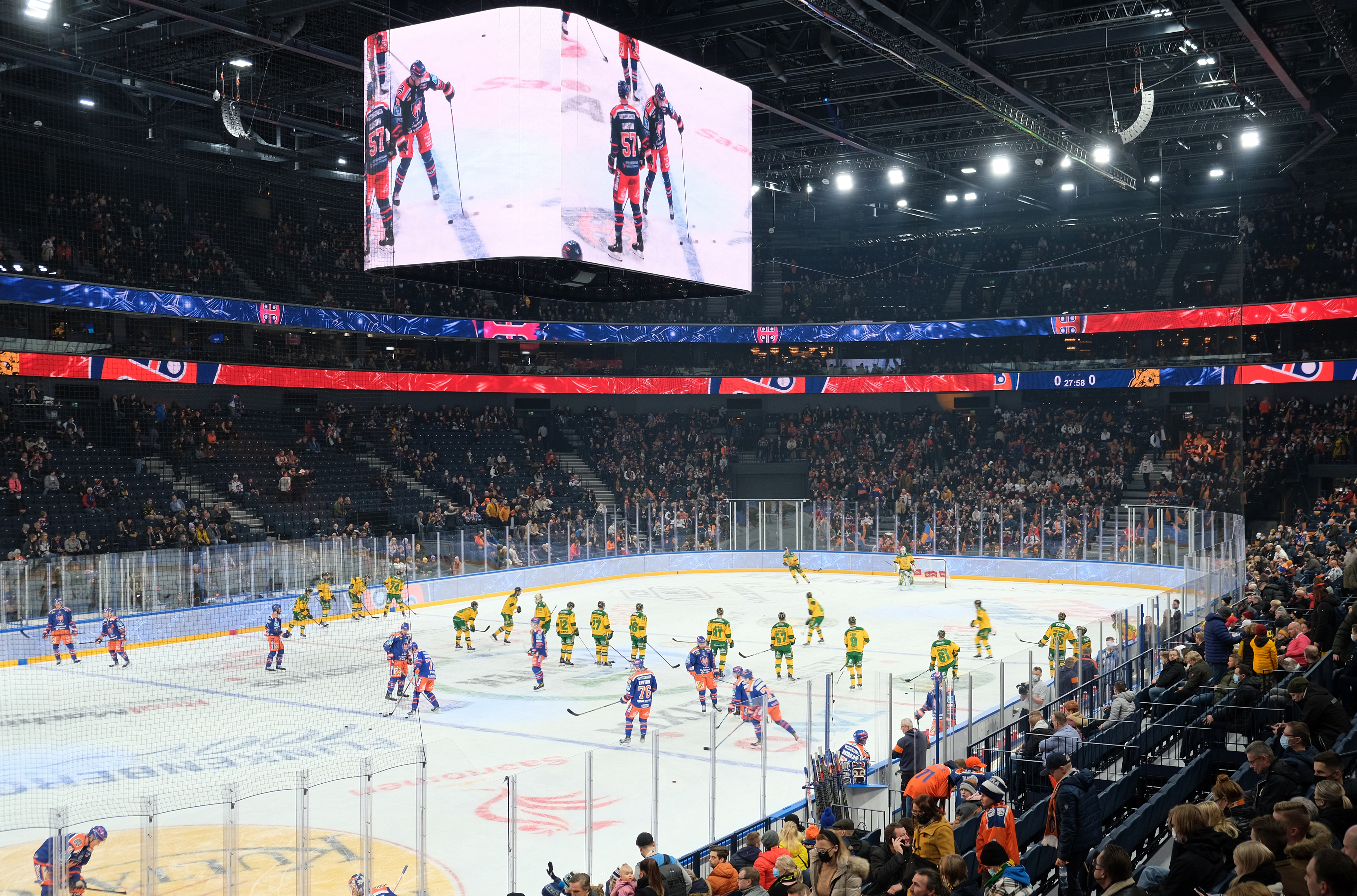
Tampere palubní aréna v Tampere, Finsko

Hokejový stadion je velká obloukovitá budova obvykle pro hraní hokejových zápasů nebo přístupná pro veřejnost. O stadion se obvykle stará správce stadionu, soukromník nebo určité město.
U stadion bývá parkoviště pro veřejnost, hráče, novináře atd. Uvnitř nebo před stadionem jsou stánky s občerstvením nebo suvenýry. Vně stadionu jsou kabiny pro hráče, WC, budova pro prodej vstupenek, VIP místa, místa pro novináře, místa na stání a sezení pro veřejnost. A to hlavní ledová plocha.

## Ledová plocha
Obvyklé rozměry 56–61 m délka, 26–30 m šířka. Pro mistrovství IIHF 60 m délka 30 m šířka.